# 馬哈茂德二世
馬哈茂德二世（1785年7月20日—1839年7月1日）是奧斯曼帝國第三十任蘇丹，於1808年登基並統治至1839年逝世。他出生於伊斯坦堡托卡比皇宮，是阿卜杜勒-哈米德一世的兒子。因北方強鄰俄羅斯帝國屢次的軍事威脅，令他統治期間致力於大規模的法制及軍事改革，馬哈茂德二世因此被稱為奧斯曼改革的始祖，有開明專制君主之稱。

## 登基
馬哈茂德二世與他同父異母的哥哥、後來的蘇丹穆斯塔法四世，在他們的堂兄、前改革派蘇丹塞利姆三世被廢後，成為鄂圖曼皇室僅存的尚未即位男性成員。而且他們在塞利姆三世在位期間備受稱讚，因此他們就成為繼承塞利姆三世皇位的理想繼承人。因為穆斯塔法四世比馬哈茂德二世年長，他先登上了皇位。。
1808年，由阿朗達爾·穆斯塔法帕夏（Alemdar Mustafa Pasha）率領，支持被罷黜的賽利姆三世之叛軍攻入皇宮。穆斯塔法四世決定搶先殺害塞利姆三世。塞利姆三世被殺，馬哈茂德二世則被母亲娜克希迪尔安全看管。叛軍將穆斯塔法四世廢黜後，馬哈茂德二世遂成為蘇丹，叛軍首腦阿朗達爾·穆斯塔法成為馬哈茂德二世的大維奇爾。
對於當初嘗試謀殺馬哈茂德二世的傳言有很多。十九世紀奧斯曼史學家塞弗德特帕夏（Cevdet Pasha）認為一個格魯吉亞籍宮女聽聞皇宮裡殺害塞利姆三世的騷動後收集一些灰塵。當行刺者來到馬哈茂德二世所在的宮殿時。宮女把灰塵投向行刺者的臉上，讓馬哈茂德二世得以跳窗逃亡，並爬到宮殿頂部，跑到第三庭院的屋頂。那裡的侍衛發現了他，合力用衣服打結成梯讓他下來。叛亂的首領阿朗達爾與他的武裝分子看到塞利姆三世的屍體，於是奉馬哈茂德二世為君主。那名叫絲芙莉·卡爾法的宮女在事後被任命為後宮的財務大臣，以表彰她的英勇和忠誠。在後宮黃金大道上的一條石階梯稱為絲芙莉·卡爾法之階，傳言當時的事發地點就在階梯附近。

## 統治

馬哈茂德二世書法形式的花押，意為「常勝者馬哈茂德汗·本·阿卜杜勒哈米德」。

1807年政變而使穆斯塔法四世上台，也導致了改革終止。馬哈茂德二世登基後重新開始改革，但負責進行改革的大維奇爾被易卜拉欣帕夏的軍隊所殺，馬哈茂德二世被迫再度中止改革，而他在後來所進行的改革也甚為成功。
在馬哈茂德二世統治早期，埃及總督穆罕默德·阿里在第一沙特王國手上重新征服聖城麥地那及麥加。
在他的統治時期，奧斯曼帝國開始分裂，希臘在1821年發生革命，並取得獨立。1827年，英國、法國及俄國的聯合海軍於納瓦里諾海戰擊敗奧斯曼帝國海軍。在此後的1832年7月，奧斯曼帝國簽訂君士坦丁堡條約，承認希臘的獨立地位。這一事件與1830年法國佔領阿爾及利亞一起被視為奧斯曼帝國分崩析離的開端。帝國內非土耳其裔人聚居的地區，尤其是歐洲，都各自展開獨立運動。
馬哈茂德二世任內最大的成就是在1826年廢除耶尼切里軍團，建設現代的奧斯曼帝國軍。1831年平定了伊拉克馬木路克王朝，又在1839年著手準備坦志麥特改革。坦志麥特改革標誌著土耳其現代化的開端，對帝國的社會及法制帶來了即時的影響，如服飾、建築、法規、組織及土地改革。
他亦重視傳統，致力振興箭術運動。他又讓箭術學徒穆斯塔法·簡尼記載土耳其弓的歷史、構造及用法，土耳其制弓匠因此而來。
馬哈茂德二世死於肺結核，另有傳言指他在1839年在阿斯馬蘇丹那宮被謀殺。大量群眾參加馬哈茂德二世的葬禮，向他致意。他的兒子阿卜杜勒-邁吉德一世繼位。

## 改革

### 法制改革

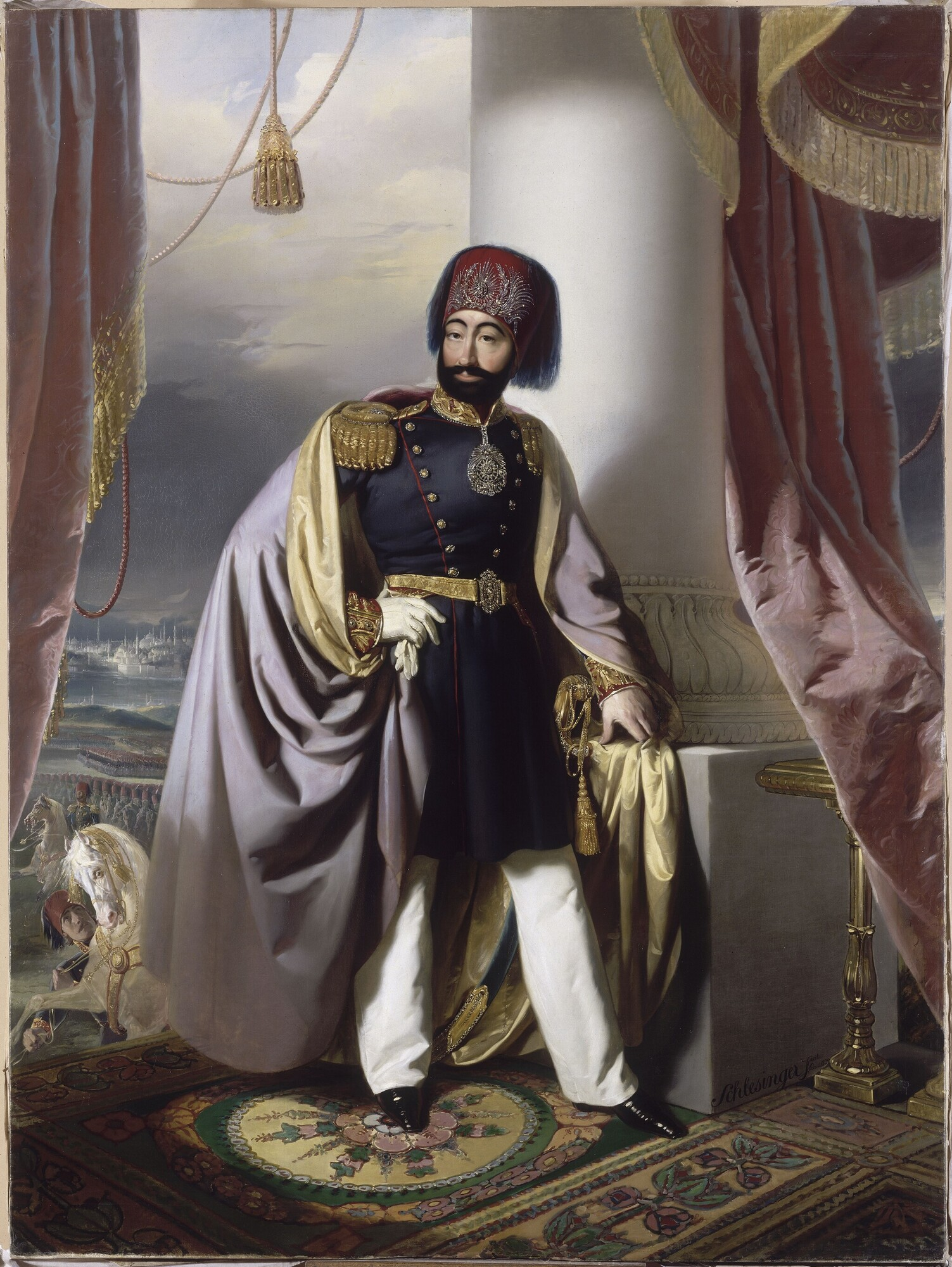
服飾改革後的馬哈茂德二世

馬哈茂德二世頒佈一條法令，廢除徵收法庭，並移除帕夏許多權力。
那些被判流放及死刑的犯人，他們的財產會被充公。
第二條法令廢除了土耳其統治者以他們的意願決定他人生死的權力，「他們假定沒有判罰的權力，沒有判處他人死刑的權力，除非得到法官判決的授權和法官的允許」。馬哈茂德二世又創立了上訴機制，如果犯人堅持上訴，蘇丹會作出終審。
馬哈茂德二世在改革的同時，他自身也開始出席高門及議會，不再隱退後宮不問國事。自高門在蘇萊曼一世建立以來，蘇丹不參與底萬的行為被視為帝國衰落的原因之一。
馬哈茂德二世亦要應付有關瓦克夫（宗教財產）的濫用問題，規管這些收入，但馬哈茂德二世不敢冒險在行政上去動用這些資源。
馬哈茂德二世在位時，帝國的財政陷入危機。某些社會階級受到高稅額的壓迫。為了解決這些問題，馬哈茂德二世於1834年2月22日發佈一條法令，宣佈禁止官員向穿州過省的民眾收取費用，除了法定的徵稅，其他的收款都屬於濫收。馬哈茂德二世說道：「沒有人會不知道，我有責任去杜絕這些令人憤怒的行為以回饋臣民的支持，竭力去減輕他們的負擔，以確保和平穩定。這些壓迫的行為違抗真主的旨意，也違抗了帝國的旨意。」
雖然人頭稅可透過服軍役減免，但這是政府官員長期壓迫斂財的途徑。1834年的法令同時廢除了這種徵稅模式，稅項只能夠由卡迪（法官）、穆斯林政府官員及地區首長組成的委員會收集。除此之外，政府也被簡化及強化，一些閒置的部門被廢，並重新組織皇室，禠奪這些沒有工作的貴族稱號及沒有功能的政府官員。

### 軍事改革

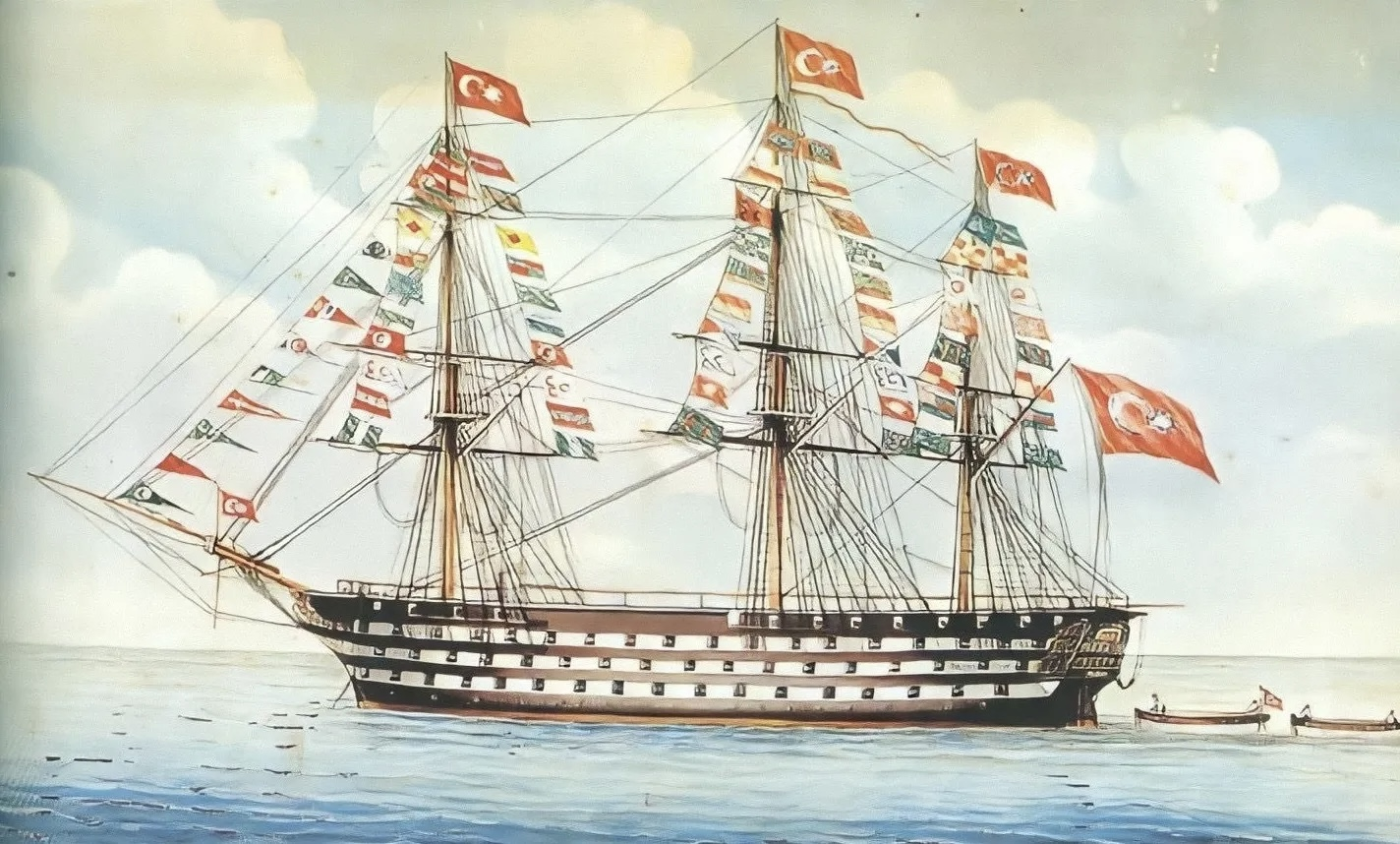
奧斯曼帝國蘇丹馬哈茂德二世命令建造的馬赫姆迪葉號（1829年），於伊斯坦堡金角灣落成，這曾經是世上最大的戰船。這艘62x17x7米的戰列艦在三個甲板上配備128支大炮，參與過許多重要的海戰，包括克里米亞戰爭的塞瓦斯托波爾圍城戰。這艘戰船在1875年退役。

馬哈茂德二世有效地整頓軍事采邑。這些軍事采邑是為了供養舊制下的軍事力量，到馬哈茂德二世時，這些軍事采邑已失去作用。馬哈茂德二世將軍事采邑與公眾捐獻連在一起，強化了國家資源，消除了腐敗。他堅決地壓制一些地區的世襲領袖（他們有指定繼承者的權力），這些世襲領袖是奧斯曼封建制度裡的一大弊病。
馬哈茂德二世順利地削減這些地方封臣，並沒有遇到太大的阻力及發生叛亂，最終僅在塞浦路斯一地仍保有這些世襲領袖。
1826年，馬哈茂德二世廢除了土耳其新軍，並建設現代化的軍隊，命名為新秩序（Nizam-ı Cedid）。1827年，奧斯曼帝國在納瓦里諾海戰敗予英法俄聯合艦隊，並失去了希臘。馬哈茂德二世下令要優先重建奧斯曼海軍。奧斯曼帝國海軍在1828年建成第一艘蒸汽船。1829年，馬赫姆迪葉號於君士坦丁堡金角灣落成，這曾經是世上最大的戰船。這艘62x17x7米的戰列艦在三個甲板上配備128支大炮。

## 虛構小說
2006年賈森·古德溫的推理小說《禁衛軍之樹》的背景設於1836年的伊斯坦堡，馬哈茂德二世正在進行現代化改革（一些保守派反對現代化改革）。馬哈茂德二世及他的母親多次在小說裡出現。

### 註腳
1. ↑  Mahmud Han bin Abdul Hamid
2. 1 2  Douglas Scott Brookes. . University of Texas Press. 2008年: 第283頁. ISBN 029271842X （英语）.
3. ↑  Bernard Lewis. . Brill. 1960年: 第58頁. ISBN 9004081127 （英语）.
4. ↑  Elizabeth Wormeley Latimer. . BiblioBazaar, LLC. 2008年: 第68頁. ISBN 055952708X （英语）.
5. ↑  Lord Kinross, The Ottoman Centuries: The Rise and Fall of the Turkish Empire, Perennial, 1977, p. 437. ISBN 0688030939.
6. ↑  Lord Kinross. . Perennial. 1977年: 第437頁. ISBN 0688030939 （英语）.
7. ↑  Reeva S. Simon、Philip Mattar、Richard W. Bulliet. . Macmillan Reference USA. 1996年: 第333頁. ISBN 0028970616 （英语）.
8. ↑  Fanny Davis. . Scribner. 1970年 （英语）.
9. ↑  John Obert Voll. . Westview Press. 1982年: 第125頁 （英语）.
10. ↑  Richard Clogg. . Cambridge University Press. 2002年: 第44頁. ISBN 0521004799 （英语）.
11. ↑  John S. Koliopoulos、Thanos M. Veremis. . C. Hurst & Co. Publishers. 2004年: 第364頁. ISBN 185065462X （英语）.
12. ↑  John Spencer Trimingham、John O. Voll. . Oxford University Press US. 1988年: 第81頁. ISBN 0195120582 （英语）.
13. ↑  Amos Perlmutter. . Routledge. 1981年: 第174頁. ISBN 0714631221 （英语）.
14. ↑  Paul Ernest Klopsteg. . 1947年 （英语）.
15. ↑  Virginia H. Aksan. . Longman/Pearson. 2007年: 第391頁. ISBN 0582308070 （英语）.
16. 1 2 3  Edward Shepherd Creasy. . Richard Bentley and Son. 1877年: 第529頁 （英语）.
17. 1 2  James Porter、George Gerard de Hochepied Larpent. . Hurst & Blackett. 1854年: 第25頁 （英语）.
18. ↑  Alexander Clarence Flick. . A.A. Knopf. 1928年: 第374頁 （英语）.
19. ↑  Roderic H. Davison. . Princeton University Press. 1963年: 第257頁 （英语）.
20. 1 2 3  History of the Ottoman Turks: from the beginning of their empire to the present time，第530頁
21. ↑  Binnaz Toprak. . BRILL. 1981年: 第60－61頁. ISBN 9004064710 （英语）.
22. ↑  Charles Fenno Hoffman、Lewis Gaylord Clark、Kinahan Cornwallis、Timothy Flint、John Holmes Agnew、Washington Irving. . 第38卷. 1851年: 第37頁 （英语）.
23. ↑  John L. Wright. . Routledge. 2007年: 第130頁. ISBN 0415380464 （英语）.
24. ↑  Lawrence Sondhaus. . Routledge. 2001年: 第17頁. ISBN 0415214785 （英语）.
25. ↑  . librarything.   [2009-06-13]. （原始内容存档于2020-01-30） （英语）. （页面存档备份，存于）

| 馬哈茂德二世 奧斯曼王朝出生于：1785年7月20日逝世於：1839年7月1日 | 馬哈茂德二世 奧斯曼王朝出生于：1785年7月20日逝世於：1839年7月1日 | 馬哈茂德二世 奧斯曼王朝出生于：1785年7月20日逝世於：1839年7月1日 |
| ---------------------------------------------------------------- | ---------------------------------------------------------------- | ---------------------------------------------------------------- |
| 前任者： 穆斯塔法四世                                            | 奧斯曼帝國蘇丹 1808年11月15日－1839年7月1日                      | 繼任者： 阿卜杜勒-邁吉德一世                                     |
| 伊斯蘭教遜尼派頭銜                                               |                                                                  |                                                                  |
| 前任者： 穆斯塔法四世                                            | 伊斯蘭哈里發 1808年11月15日－1839年7月1日                        | 繼任者： 阿卜杜勒-邁吉德一世                                     |